# Porno e libertà
Porno e libertà è un film documentario del 2016 diretto da Carmine Amoroso.

## Trama
Il film è un documentario sulla storia del porno nella cultura italiana: dall’emancipazione femminile del post-’68 ai grandi movimenti artistici underground del 1977, dove improvvisamente eterosessualità e omosessualità trovarono una zona grigia in cui interfacciarsi attraverso la pornografia cinematografica, il fumetto, il teatro e la letteratura.
Vari sono i riferimenti agli autori italiani di quei tempi, rallegra contraddizioni della critica, della politica e le loro reazioni al fenomeno, come ad esempio la controversa elezione al Parlamento dell'attrice porno Ilona Staller.

## Distribuzione
Il film è stato presentato all'International Film Festival Rotterdam nel febbraio 2016 ed è il frutto di tre anni di lavorazione.
Il film ha vinto il Nastro d'argento 2017 come miglior documentario italiano.